# 桜美沙希
桜 美沙希（さくら みさき、1990年2月7日 - ）は、日本のAV女優、アイドル。
身長:154cm。スリーサイズ:B82・W56・H86cm。

## 略歴・人物
アイドル活動の後、2010年6月に｢現役着エロアイドル桜美沙希AVデビュー!｣でAVデビュー。

## 出演作品

### アダルトビデオ
- 現役着エロアイドル桜美沙希AVデビュー!（2010年6月25日、Fantasista）
- 現役着エロアイドル桜美沙希　手を使わずにお口だけでする濃厚なフェラチオ（2010年7月25日、Fantasista）
- 老人輪姦 桜美沙希（2010年8月25日、Fantasista）
- Fantasticフェラチオコンピレーション8時間!（2010年11月25日、Fantasista）